# Brandon Carter
Brandon Carter [bréndn kárter], FRS, angleški fizik, astrofizik in kozmolog, * 1942, Avstralija.
Carter je najbolj znan po svojem delu o značilnostih črnih lukenj in po vpeljavi antropičnega načela. Ogromno je prispeval v »zlati dobi« fizike črnih lukenj v 60. in 70. letih 20. stoletja.
Študiral je na Univerzi v Camdridgeu in leta 1967 doktoriral pri Dennisu Sciami.
S pomočjo Hamilton-Jacobijeve teorije je leta 1968 izpeljal enačbe gibanja prvega reda za gibanje nabitega delca v zunanjih poljih Kerr-Newmanove črne luknje. Ob praznovanju Kopernikove 500-letnice je leta 1973 na simpoziju Primerjava kozmoloških teorij z opazovalnimi podatki (Confrontation of Cosmological Theories with Observational Data) v Krakovu predlagal zamisel antropičnega načela, po katerem naj bi človeštvo nekako vseeno imelo neki poseben položaj v Vesolju. O načelu sta pisala že tudi Dicke leta 1957 in angleški naravoslovec, geograf, antropolog in biolog Alfred Russel Wallace v svoji knjigi Človekovo mesto v Vesolju (Man's Place in the Universe), prvič objavljeni leta 1903.
V letu 1983 je Carter predlagal argument sodnega dne (angleško doomsday argument), ki ga je kasneje zagovarjal filozof John Leslie.
Leta 1981 so ga sprejeli za člana Kraljeve družbe.